# Nemocardium tinctum
Nemocardium tinctum är en musselart som först beskrevs av Dall 1881.  Nemocardium tinctum ingår i släktet Nemocardium och familjen hjärtmusslor. Inga underarter finns listade i Catalogue of Life.